# 배유선의 음악이 있는 곳에
배유선의 음악이 있는 곳에는 대한민국의 방송국인 KBS대전방송총국 라디오 채널 KBS대전 음악FM에서 매일 오후 4시부터 오후 5시까지 방송했던 대전·세종·충남 지역의 팝, 재즈, 뉴 에이지, 영화음악, 월드 뮤직 전문 음악 프로그램이다.

## DJ
- 배유선 아나운서 (여)

## 같이 보기
- KBS대전방송총국
- KBS대전 음악FM
- 노래의 날개 위에